# Matoczina
Matoczina (bułg. Маточина) – wieś w Bułgarii, w obwodzie Chaskowo, w gminie Swilengrad. Według danych szacunkowych Ujednoliconego Systemu Ewidencji Ludności oraz Usług Administracyjnych dla Ludności, 15 grudnia 2018 roku miejscowość liczyła 24 mieszkańców.
Wioska położona jest na południowych stokach góry Sakar.

## Historia
Na razie nie ma dowodów na wczesne osadnictwo na terenach dzisiejszej Matocziny. Teren był pokryty gęstymi lasami dębowymi, obfitujący w liczne strumienie. Z dziennika sułtana Mehmeda IV znamy, że w 1664 roku polował u podnóża fortecy pod którą znajdywała się poniżej osada. Osada ta jak wynika z tego dziennika nazywała się Fikla. Nazwa ta obowiązywała do 1934 roku.

## Zabytki
W północno-wschodniej części wsi, na wzgórzu znajduje się twierdza Matoczinska.